# Eriberto Braglia
Eriberto Braglia (Modena, 24 aprile 1919 – Napoli, 10 settembre 1940) è stato un calciatore italiano, di ruolo portiere.

## Carriera
Dopo aver cominciato la carriera nel Modena, con cui debuttò in Serie B in un campionato che avrebbe visto la squadra guadagnare la promozione nella massima serie, passò al Napoli con la cui maglia esordì il 31 dicembre 1939 in Bologna-Napoli (1-1). Disputò 10 partite in massima serie tra le file partenopee tutte nella stagione 1939-1940, prima di morire di tifo all'ospedale militare a 21 anni appena compiuti, pochi giorni dopo il compagno di squadra Giuseppe Fenoglio, ucciso dallo stesso male.

## Le sue partite con la maglia del Napoli
CAMPIONATO
- 31 dicembre 1939, a Bologna, Bologna-Napoli 1-1, autorete di Cassano[3] al 22° del primo tempo.
- 7 gennaio 1940, a Napoli, Napoli-Juventus 0-0[3].
- 14 gennaio 1940, a Venezia, Venezia-Napoli 2-0, gol di Alberti su rigore al 10° e di Pernigo[3] al 57°.
- 21 gennaio 1940, a Napoli, Napoli-Bari 1-1[3], gol di Lushta[3] al 40° del primo tempo.
- 28 gennaio 1940, a Genova Cornigliano, Liguria-Napoli 2-0, doppietta di Bollano[3] al 69° e 76°.
- 11 febbraio 1940, al Campo Testaccio, Roma-Napoli 1-0, gol di Pantó al 42º del primo tempo.[5]
- 18 febbraio 1940, a Napoli, Napoli-Triestina 3-1, gol di Ferruccio Valcareggi[3] al 60°.
- 25 febbraio 1940, a Modena, Modena-Napoli 0-0
- 10 marzo 1940, a Napoli, Napoli-Torino 3-1, gol di Michelini[3] al 47°.
- 17 marzo 1940, a Firenze, Fiorentina-Napoli 2-0, gol di Celoria e Boldi[3] al 51° e 88°. COPPA ITALIA
- 24 dicembre 1939, a Torre Annunziata, Savoia-Napoli 1-3,  gol di Scavazza su rigore al 77°.[6]

## Palmarès

### Competizioni nazionali
- Serie B: 1

Modena: 1937-1938